# Grekland i olympiska sommarspelen 1972
Grekland deltog i de olympiska sommarspelen 1972 i München med en trupp bestående av 60 deltagare. Totalt vann de två medaljer och slutade på tjugonionde plats i medaljligan.

## Medaljer

### Silver
- Petros Galaktopoulos - Brottning, grekisk-romersk stil, weltervikt
- Ilias Khatzipavlis - Segling, finnjolle